# Creston (Columbia Británica)

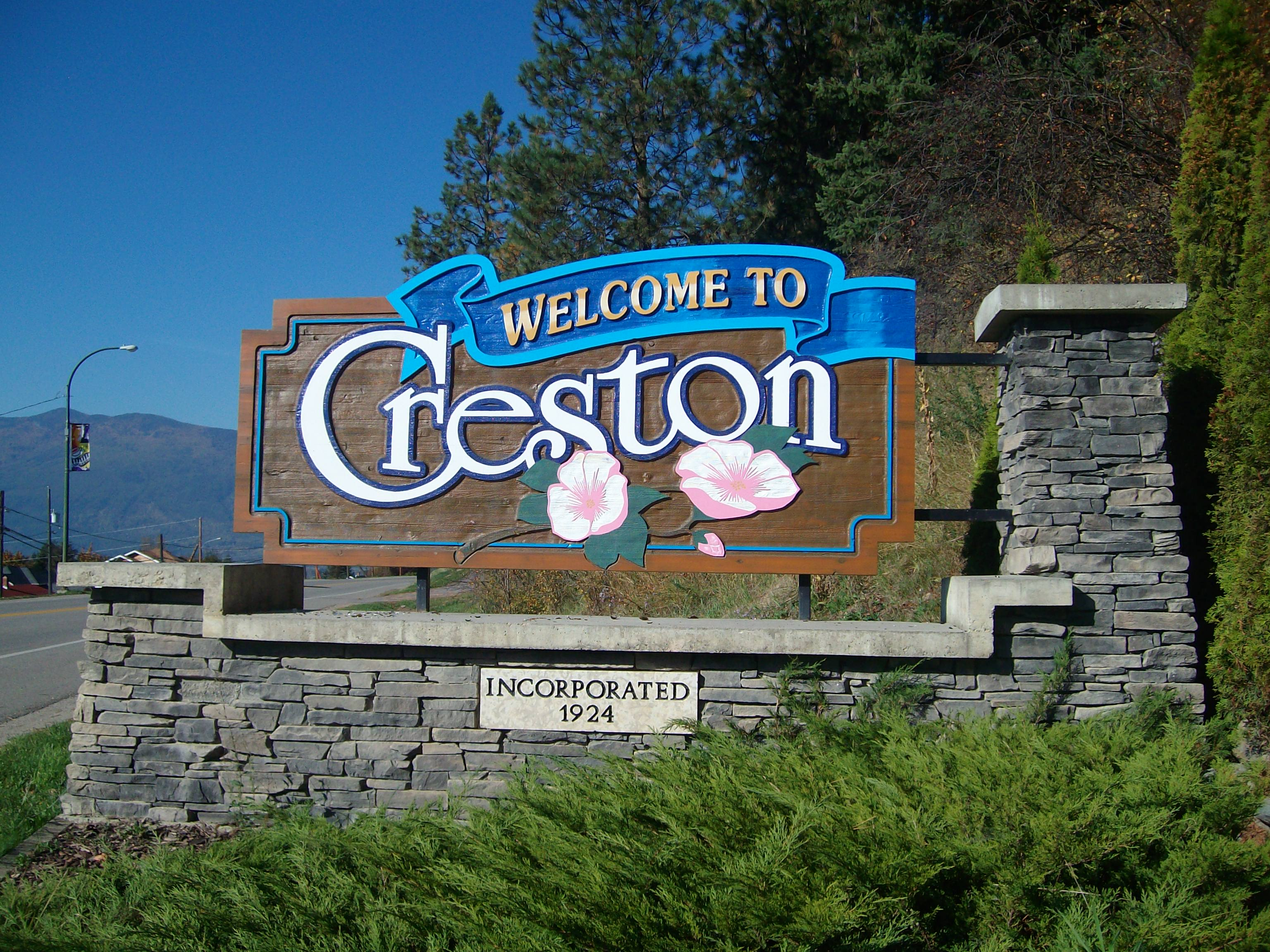
Cartel de bienvenida a Creston.

Creston es una ciudad de 5 351 habitantes en la región de Kootenay al sudeste de Columbia Británica, en Canadá, en el territorio ancestral no concedido de las 
naciones originarias de Kutenai. Creston es aproximadamente equidistante a Cranbrook (110 km (68,4 mi) al este) y Castlegar (120 km (74,6 mi) al oeste) a lo largo de la Autopista Crowsnest. La ciudad se encuentra aproximadamente a 10 km (6,2 mi) al norte de la frontera de Estados Unidos en Porthill, Idaho, con muchos negocios en Creston, aceptando monedas americanas en Porthill, aceptando también monedas canadienses y vendiendo gasolina en litros. Creston es una de las pocas ciudades en Columbia Británica que no cuenta con el horario de verano para ahorrar luz, a pesar de estar sobre el tiempo de montaña.

## Historia
El valle de Creston estaba habitado por indígenas de la tribu Kutenai durante al menos 11 000 años. Las naciones originarias de la tribu kutenai tienen un idioma único y sus tradiciones dependen de los peces. Los miembros de la tribu kutenai pertenecen a la banda de Lower Kootenay y residen en varias reservas locales.

## Demografía
| Censo de Canadá de 2016            | Censo de Canadá de 2016            | Población | % de población total |
| ---------------------------------- | ---------------------------------- | --------- | -------------------- |
| Minoría visible groupSource:       | Chino                              | 10        | 0,2 %                |
| Minoría visible groupSource:       | Asiático del sur                   | 15        | 0,3 %                |
| Minoría visible groupSource:       | Negro                              | 0         | 0 %                  |
| Minoría visible groupSource:       | Filipino                           | 35        | 0,7 %                |
| Minoría visible groupSource:       | Latinoamericano                    | 0         | 0 %                  |
| Minoría visible groupSource:       | Árabe                              | 0         | 0 %                  |
| Minoría visible groupSource:       | Al sureste asiático                | 20        | 0,4 %                |
| Minoría visible groupSource:       | Asiático del oeste                 | 0         | 0 %                  |
| Minoría visible groupSource:       | Coreano                            | 0         | 0 %                  |
| Minoría visible groupSource:       | Japonés                            | 0         | 0 %                  |
| Minoría visible groupSource:       | Otra minoría visible               | 0         | 0 %                  |
| Minoría visible groupSource:       | Minoría visible mixta              | 0         | 0 %                  |
| Población de minoría visible total | Población de minoría visible total | 90        | 1,8 %                |
| Aborigen groupSource:              | Primeras Naciones                  | 135       | 2,6 %                |
| Aborigen groupSource:              | Métis                              | 155       | 3 %                  |
| Aborigen groupSource:              | Inuit                              | 10        | 0,2 %                |
| Población Aborigen total           | Población Aborigen total           | 310       | 6,1 %                |
| Canadiense europeo                 | Canadiense europeo                 | 4,705     | 92,3 %               |
| Población total                    | Población total                    | 5,105     | 100 %                |

## Clima
Creston tiene en su interior un clima oceánico o continental húmedo, según la isoterma utilizada (0 o −3 °C (32 o 27 ºF)). Creston tiene un clima modificado por masas de aire del origen del océano Pacífico, especialmente en invierno. Los peores climas fríos pueden dar temperaturas inferiores a −30 grados Celsius (−22 °F) en ocasiones extremas. Un día de verano claro probablemente puede tener un máximo diario de 25 grados Celsius (77,0 °F); el máximo registrado es de 39,4 °C (102.9 ºF).

## Flora y fauna
Entre los grandes mamíferos de Creston se incluyen el puma, oso, castor, coyote, ciervo, ante, alce, musaraña y nutria de río. Más de 265 especies de pájaros concurren el valle de Creston, el cual es en un pase de migración para anseriformes como el ganso y el cisne; el valle es también un zona de aves de presa. El Creston es una de las zonas de la Columbia Británica donde sigue habitando la rana leopardo del norte.

## Personas importantes
- Winston Blackmore, dirigente de la secta del polígamo[5]
- Johnny Bucyk, exjugador de la NHL de hockey (Boston Bruins).
- Aaron Douglas, actor
- Pascale Hutton, actriz
- Jamie Huscroft, exjugador de NHL de hockey
- Darren Jensen, exjugador de NHL (Philadelphia Flyers)
- Duncan Regehr, actor
- Edward Joseph Garland, político y diplomático

## Programas de juventud
- Cadetes de Ejército de Canadá[6]
- Cadetes de las Fuerzas Aéreas de Canadá

## Deportes
- Combate deportivo[7]
- Club de judo[8]
- Club de musculación
- Club de remo Ospreys
- Equipo de hockey Thundercats alevines B
- Club de natación
- Club de patinaje

| Club                   | Liga  | Deporte            | Local              | Establecido | Campeonatos |
| ---------------------- | ----- | ------------------ | ------------------ | ----------- | ----------- |
| Thundercats de Creston | KIJHL | Hockey sobre hielo | Johnny Bucyk Arena | 1976        | 0           |